# University of the Sacred Heart

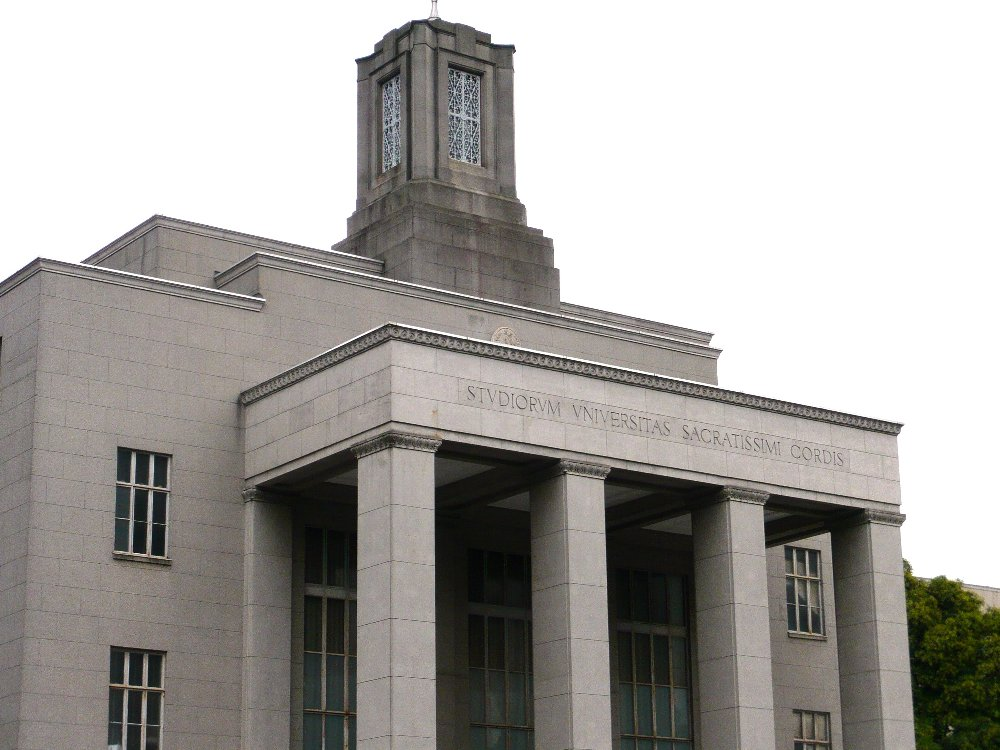
Hauptgebäude der Universität

Die University of the Sacred Heart (japanisch 聖心女子大学, Seishin joshi daigaku) ist eine private, katholisch orientierte Universität in Tokyo, Japan.

## Übersicht
1908 wurde das „Sacred Heart Women's College“ von Nonnen des katholischen Frauenordens „Sacred Heart Society“, die aus Australien nach Japan gekommen waren, gegründet. Es folgte der Aufbau des „Sacred Heart Professional Training College“ 1916.
Nach dem Zweiten Weltkrieg erhielt die Schule 1948 Universitätsrang. Sie wurde eine der ersten Frauenuniversitäten nach den neuen Richtlinien und die einzige katholische Universität für Frauen. Obwohl man in der Nachkriegszeit unter schwierigen Umständen startete, waren die Ausbildung und der Lehrplan nach dem Vorbild der Liberal Arts Colleges in den USA bahnbrechend.
1951 fand die erste Abschlussfeier statt. Bei dieser Gelegenheit hielt der damalige Premierminister Yoshida Shigeru eine Glückwunschansprache. Die Universität hat stetige Fortschritte gemacht, indem sie auf die Bedürfnisse der Studenten in jedem Zeitraum reagiert hat, wie z. B. die Erweiterung der Abteilungen und die Einrichtung der ersten Graduiertenschule durch eine Frauenuniversität.
Seit 2010 hat sich die Universität in die Fakultät für Literatur, die Graduiertenschule für Literatur und in das Forschungsinstitut für christliche Kultur gegliedert. Sie hat Verbindung zu 170 Partneruniversitäten in 42 Ländern, darunter Europa, Amerika, Australien und Asien, und führt internationalen Austausch und Partnerschaften durch.

## Bekannte Absolventen
- Sadako Ogata (1927–2019), die frühere Hohe Flüchtlingskommissarin der Vereinten Nationen,
- Michiko Shōda (* 1934), vormalige Kaiserin,
- Atsuko Suga (須賀敦子; 1929–1998), Expertin der italienischen Literatur und
- Kazuko Watanabe (渡辺 和子; 1927–2016), frühere Präsidentin der „Notre Dame Seishin University“.